# Barrage de Goulours
Le barrage de Goulours est situé au sud du hameau de Goulours, sur la commune d'Ascou, dans la haute vallée de l'Ariège dans le département de l'Ariège, en région Occitanie.

## Géographie

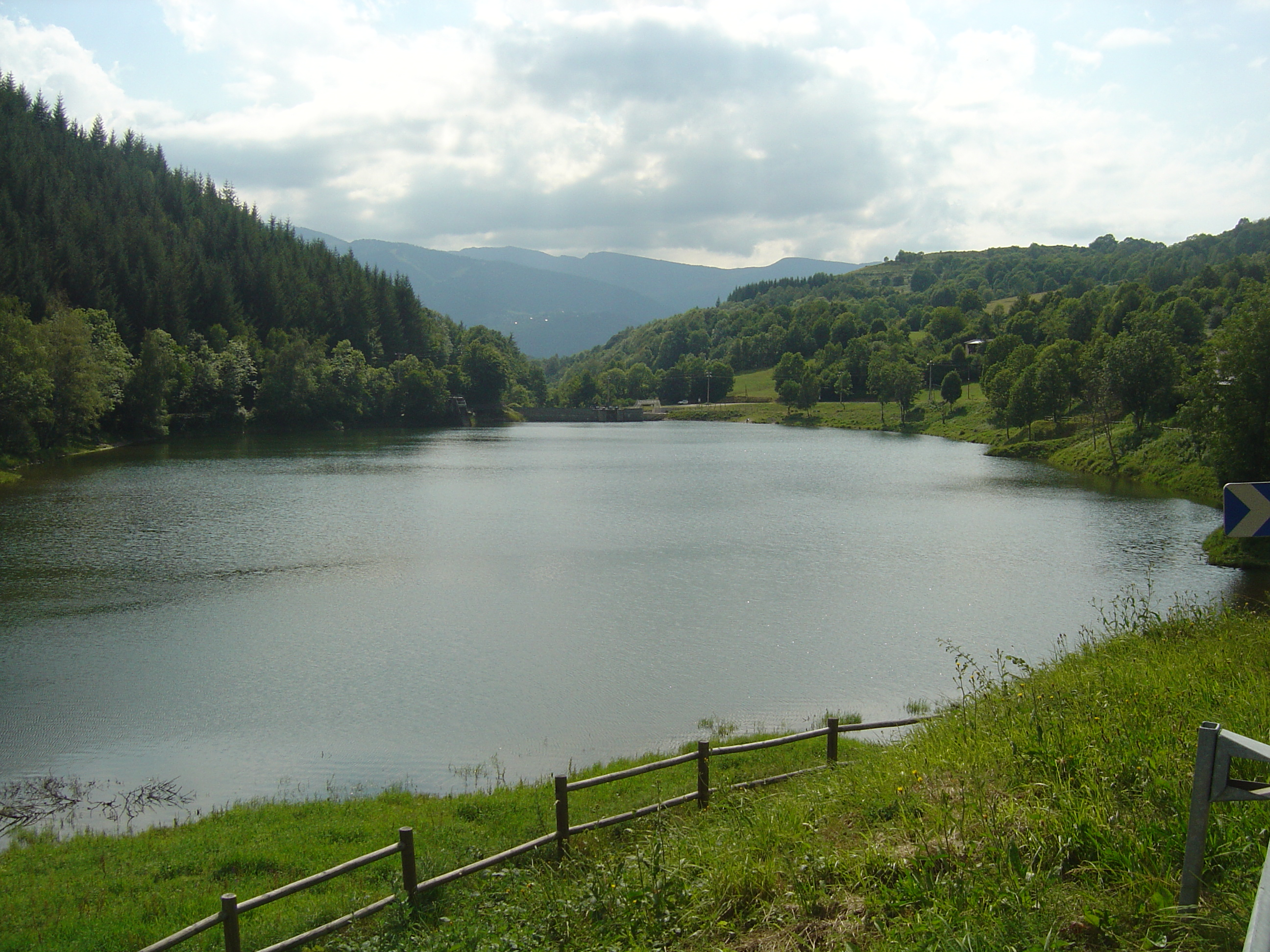
Étang de Goulours.

Situé à 1 078 m d'altitude à l'est d'Ax-les-Thermes, le barrage hydroélectrique génère un lac de retenue alimenté par la Lauze et le Riou Caud et occupant 6,4 hectares pour un volume de 0,4 million de m3.

## Histoire
Il a été achevé en 1946. Il est exploité par Électricité de France.

## Caractéristiques
C'est un barrage poids-voûte en béton d'un volume de 2 500 m3 d'une hauteur de 21,5 m, d'une longueur de crête de 71 m avec évacuateur de crue.
L'eau est captée par une conduite forcée jusqu'à la centrale hydroélectrique d'Orgeix.

## Voies d'accès
Il est longé en rive nord par la RD 25, entre Ax-les-Thermes et le col du Pradel ou la station de ski d'Ascou-Pailhères précédant le port de Pailhères.

## Activités
La retenue est appréciée des pécheurs, une aire de pique-nique s'y trouve ainsi que le camping de la Forge en amont.